# Oriente iam sole
Oriente iam sole (česky: Když vycházelo už slunce) je svatováclavská legenda z konce 13. století. Byla napsaná latinsky, v próze. Autor je anonymní. Předlohou byla Kristiánova legenda, byť existuje dlouhá tradice tvrdící, že Oriente byla naopak předlohou Kristiánovy legendy (Rudolf Urbánek, Záviš Kalandra, Zdeněk Fiala). Oriente ale čerpá i z jiných zdrojů, například z kroniky Františka Pražského. Ideologicky je legenda důležitá tím, že svatý Václav zde poprvé vystupuje nejen jako světec, ale i jako ochránce národa, a to i ochránce nebeský. To byl důležitý přelom ve svatováclavském kultu. Legenda věnuje také pozornost vedlejším postavám, například Václavovu druhu Podivenovi. Zcela originálním motivem je darování ostatků sv. Víta Václavovi na císařském dvoře. Je to jeden z důvodů, proč někteří badatelé uvažují o tom, že autorem legendy byl kněz katedrály sv. Víta. Při srovnání s Kristiánovou legendou je nápadné, že byly vynechány všechny zmínky o staroslověnské tradici či zmínky o Václavově pití alkoholu. Oproti jiným svatováclavským legendám je Václavova matka Drahomíra označena za pohanku a je líčena také jako mnohem krutější a podílející se na Václavově zavraždění. Podle některých poznámek v textu Josef Pekař usoudil, že legenda byla napsána za vlády Václava I. (1230-1253). Pekař také jako první legendu vydal tiskem, roku 1906. Legenda Oriente vývojově značně souvisí s legendou známou jako Ut annuncietur.